# Гавриил (Русской)
Архиепископ Гавриил (в миру Григорий Русской; ум. 16 (27) января 1753, Данков) — епископ Русской православной церкви — архиепископ Великоустюжский и Тотемский.

## Биография
Родился в Вязниках (или, как можно с некоторым вероятием предполагать, в селе Ярославах (Донковского уезда Рязанской губернии по административно-территориальному делению на начало XX века), где он впоследствии выстроил каменную церковь). Время рождения, полное имя и социальное происхождение неизвестны.
Был диаконом в селе Одоевщине Донковского уезда.
Был пострижен в Троицком монастыре, который находился в городе Болхове.
Свою духовную карьеру он сделал в Казани при митрополите Тихоне (Воинове), «был ризничим лет с 20-ти неотлучно, затем судиею в заказе духовных дел».
С 1722 года — архимандрит Спасского Юнгинского монастыря, только что перед этим (1720 г.) возобновленного митрополитом Тихоном.
Когда в 1726 году Богородицкий Свияжский монастырь остался без архимандрита и келаря, «Казанские и Свияжские градодержатели, штаб и обер-офицеры, знатное шляхетство и купечество» рекомендовали митрополиту Сильвестру Гавриила в настоятели Свияжского монастыря, как «человека доброго и во всем искусного, так что в Казанской епархии подобного ему архимандрита не имеется»; о том же подала братия «заручное прошение». Сильвестр назначил Гавриила настоятелем Свияжского монастыря и через некоторое время просил Синод утвердить это назначение, указывая на то, что Гавриил «оное послушание все несет без келаря изрядно». Монастырь достался Гавриилу в «крайнем оскудении и разорении»; при Гаврииле, по его утверждению, в монастыре «святые церкви и священные одежды и другие церковные вещи многие были возобновлены и вновь построены» и «в Москве отлит был колокол свыше 200 пудов».
В 1728 году Гавриил выхлопотал себе право «по прежнему установлению» служить с рипидами, осеняльными свечами и на ковре.
Но Сильвестру скоро пришлось раскаяться в возвышении Гавриила: между ними возникли неприятности в такой степени, что в апреле 1731 года Гавриил просил принять его в синодальное ведомство, ссылаясь на «притеснения и обиды от Преосвященного Казанского», а в августе добился своего перевода во Владимирский Рожествен монастырь.
Тотчас по назначении во Владимир Гавриил 3 сентября 1731 года подал в Синод «доношение», погубившее враждебного архимандриту Казанского владыку.
В декабре 1730 года в Свияжский монастырь был прислан лишённый сана Коломенский митрополит Игнатий Смола. Гавриил донёс, что во время отлучки настоятеля приехал в Свияжский монастырь митрополит Сильвестр, был в келье у Игнатия и дважды приглашал его к себе на подворье.
Феофан Прокопович, погубивший Игнатия, ухватился за это «доношение», чтобы погубить и Сильвестра, также враждебного Феофану. На другой же день он доложил об этом Императрице и добился повеления «исследовать о всем в самой крайней скорости». Следствие выяснило только то, что Сильвестр оказывал внимание и уважение лишённому сана собрату.
Сильвестр заявил, что Гавриил затеял всё, «злобствуя» на него; митрополит старался запутать и доносителя, обвиняя его самого в «послаблении и попущении» Игнатию. Но Гавриилу это не повредило, Сильвестр был запрещён и послан «на обещание» в Невский монастырь, а потом скоро за «коварственные ханженства» был в качестве уже простого монаха заточён в Выборг.

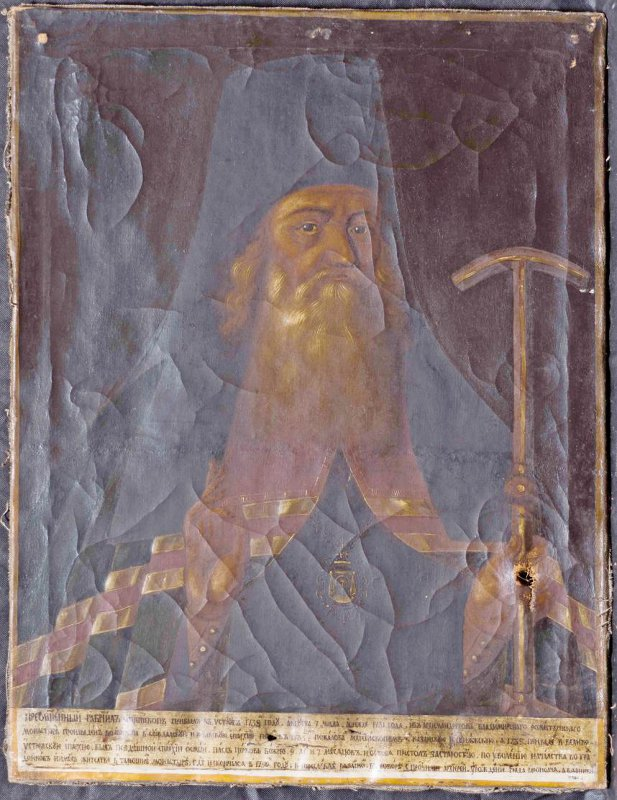
Портрет XVIII в.

Гавриил на короткое время ездил в свой новый монастырь и там сейчас же наткнулся на новое политическое дело. В викториальный день 28 сентября у него на обеде капитан Мозовский и лейтенант Нащёкин говорили «о счастье» царя Феодора Алексеевича «с непристойным поношением», и Гавриил тотчас подал о том доношение в Синод.
В то самое время, когда Гавриила вызывали в Тайную Канцелярию для допроса по этому «секретному делу», Синод уже не первый раз имел суждение о нём, как кандидате на епископство, и 3 ноября определил быть ему епископом Суздальским.

### Епископ Суздальский
22 ноября 1731 года он был наречен, а 24 ноября посвящён в Московском Успенском соборе.
В Суздале Гавриил, видимо, старался приобрести уважение паствы наружным благочестием и смирением. Особенно угодил он суздальцам тем, что на праздники Суздальских святителей Феодора и Иоанна «во чтение Апостола на горнем месте не седяше, но на полу на кафедре, за честь великих святителей». «Помянутии святители, первии суще пастыри и учители и проповедники сего богоспасаемого града, свой престол и доселе наблюдают, мы же, суще их преемники… первоседательство престола их, аки сущим нашим отцем (разумеется, уступаем), да молитвами их сподобимся с ними на небесех вечныя радости получити».

### Архиепископ Казанский
17 сентября 1735 года Гавриил был переведён в Казань с возведением в сан архиепископа. Но недолго он занимал кафедру погубленного им Сильвестра. В Казани до Гавриила была устроена семинария, и имелась колония учёных малороссиян, вызванных в Казань предшественником Гавриила, Иларионом Рогалевским. Гавриил же «к содержанию семинарии и ученых людей не имел склонности, почему и все до него таким образом заведенное уничтожить велел, хотя бы и великой суммы стоило». Немедленно по приезде он разогнал младшее отделение, отрешив «словесно» учителя инфимы, а в течение одного года достиг того, что из 117 учеников во всей семинарии осталось только 35; отстранил он от семинарии и вызванного для её организации ученого архимандрита Германа Барутовича, настоятеля Спасо-Преображенского монастыря.
Но учёные малороссы во главе с Барутовичем и Зилантовским архимандритом Епифанием Адамацким не сдались Гавриилу без боя; от них полетели и официальные «доношения» в Синод и неофициальные письма к влиятельным синодальным членам — Феофану Прокоповичу и Амвросию Юшкевичу, с жалобами на «нетерпимые гонения и обиды» от архиепископа и с просьбами освободить их из «Египта», устроенного для них в Казани Гавриилом.
В свою очередь Казанский губернатор князь С. Д. Голицын доносил Кабинету о «продерзостях» архиерея по отношению к Казанскому рассаднику наук. Гавриил всячески оправдывался, утверждал, что не имеет средств для содержания «много собранных» учеников за «крайним оскудением» монастырей, поставлявших хлеб для школ, указывал на то, что многие ученики уволены «за тупостью», старался опутать противников «приказными ухищреньями», на которые был великий мастер, состоявший при нём в подьячих его племянник, на Барутовича написал целых 60, по выражению этого архимандрита, «никчемных пунктов».
Но Синод сразу стал на точку зрения, неблагоприятную для Гавриила, и, не щадя самолюбия архиепископа, высказал мнение, что Гавриил «противные Её Величества указам о распущении учеников (ежели то правда) поступки отваживается употреблять не для иного чего, но токмо (как признавательно) из единой некоей на бывшего в той Казанской епархии Преосвященного Илариона архиепископа злобы и духа ненависти и зависти». Гавриил получал указ за указом, наносившие тяжкие удары его самолюбию и авторитету как епархиального архиерея. Барутович, переведённый в Московский Андроников монастырь, был снова определён к Казанской семинарии и поставлен в непосредственную зависимость от Синода; Адамацкий, отрешённый архиепископом от настоятельства, был немедленно восстановлен Синодом в его правах и назначен ревизором семинарских сумм. В конце концов Гавриил был признан неудобным для Казани и 9 марта 1738 года с явным для него понижением переведён в Великий Устюг.

### Архиепископ Великоустюжский
Прибыл в Великий Устюг 7 августа 1738 года. На этой захолустной епархии он пробыл 10 лет. Здесь он показал себя «великим любителем благолепия церковного»: он украсил жемчужной ризой образ Одигитрии в соборной церкви, слил колокол в 300 пудов, перестроил тёплую церковь, «для украшения церковного» выхлопотал архимандричью шапку настоятелю Тотемского Спасо-Суморина монастыря. По «некоему таинственному духа возбуждению» он велел снять копию с увезённого в Москву при Иоанне Грозном Устюжского образа Благовещения и 3 июля 1747 года сделал образу «церемониальную» встречу. Во время этой церемонии Гавриил «приклонял до земли святительскую главу свою, теплые от очию изливая слезы», и тем так умилил Устюжских граждан, что они составили «речь в похвалу ему», в которой прославляли архиерея, «толь изящна внешними дарованиями, коль несравненно изящнейша внутренними качествами и добродетелями» (Вологодские Епархиальные Ведомости, 1887 г., № 2 и 3). В память этого Гавриил учредил празднество «по нарочитому» уставу, изложенному им самим.
Для искоренения сильного в крае раскола Гавриил посылал «нарочных», которые безуспешно «с кротостью и смирением от Св. Писания и указов разговаривали» раскольников, «чтобы не жглись». Но более Гавриил рассчитывал на «вспоможение светской команды» и предложил Синоду ряд мер против раскола, сводившихся к тому, чтобы в «зараженные расколом места» определять не только искусных священников, но и «для остережения» отставных офицеров и солдат, которые бы раскольников «по приказаниям поповским брали под арест».
Наученный горьким опытом, Гавриил «за крайнее в Устюге ученых людей неимущество» очень хлопотал о высылке в Устюг учителей, опасаясь, как бы ему «за непредставлением о том от Св. Синода чего не пришлось». Но имевшийся в Устюге учитель Баранович видел от Гавриила «немилость», «неоднократно от него бранен был» и выражал опасение, как бы Преосвященный его «когда не изувечил».
Синод требовал, чтобы Гавриил «вскорости» сыскал учителей, ставя ему в пример его «антецессора» епископа Луку и угрожая, что «такое небрежение сыщется на Его Преосвященстве без всякого упущения». В Устюге при Гаврииле существовала семинария, и число учеников её доходило до 167; но семинария была не полная с высшим отделением пиитики, и ректором был не какой-нибудь учёный киевлянин, а местный протопоп Даниил Протопопов с недалеким образованием, полученным в Новгородской архиерейской школе.

### На покое
28 февраля 1748 года Гавриил за болезнью был уволен в Московский Знаменский монастырь, а 12 марта 1751 года переведён «на обещание» в Покровский Данковский монастырь на «порцию против 5 иеромонахов» и с выдачей ещё 300 рублей ежегодно из экономических сумм. Но у Гавриила, по-видимому, были значительные средства: в Знаменском монастыре он устроил при своих кельях на св. вратах церковь во имя Апостола Иакова Зеведеева; в Покровском Донковском монастыре он соорудил церковь и перестроил все здания заново, одновременно он стал строить каменную Архангельскую церковь в селе Ярославах; после смерти его оставшиеся деньги в количестве 1646 руб. 48 коп. были выданы на достройку этой последней церкви и на возведение ограды в Покровском монастыре.
Гавриил умер 16 января 1753 года в 2 часа дня. Тело его было перевезено в Рязань и 1 февраля погребено в Рязанском Архангельском соборе.